# کنیم
کنیم، روستایی است از توابع بخش چهاردانگه شهرستان ساری در استان مازندران ایران. در این روستا یک فضای سبز وجود دارد که به تازگی افتتاح شده.

## جمعیت
این روستا در دهستان چهاردانگه قرار داشته و بر اساس آخرین سرشماری مرکز آمار ایران که در سال ۱۳۸۵ صورت گرفته، جمعیت آن ۴۲۵نفر (۱۲۰خانوار) بوده‌است. پدرِ علی اکبر داور (وزیر عدلیه در دوران پهلوی اول) در این روستا به دنیا آمده‌است.